# Muľa
Muľa este o comună slovacă, aflată în districtul Veľký Krtíš din regiunea Banská Bystrica. Localitatea se află la altitudinea de 219 m deasupra n.m., se întinde pe o suprafață de 12,28 km2 și în 2017 număra 358 de locuitori.

## Istoric
Localitatea Muľa este atestată documentar din 1321.

## Demografie
| An:                | 1994 | 2004    | 2014    | 2024   |
| ------------------ | ---- | ------- | ------- | ------ |
| Număr de persoane: | 226  | 286     | 350     | 353    |
| Diferență:         |      | +26,54% | +22,37% | +0,85% |

| An:                | 2023 | 2024   |
| ------------------ | ---- | ------ |
| Număr de persoane: | 351  | 353    |
| Diferență:         |      | +0,56% |